# Lijst van zwemrecords 4×100 meter wisselslag gemengd
Dit is een overzicht van de zwemrecords op de 4×100 meter wisselslag gemengd op de langebaan (50 meter).

## Langebaan (50 meter)

### Ontwikkeling wereldrecord
| Nr. | Naam                                                                        | Land                | Tijd    | Datum            | Plaats    |
| --- | --------------------------------------------------------------------------- | ------------------- | ------- | ---------------- | --------- |
| 9.  | Ryan Murphy, Nic Fink, Gretchen Walsh,Torri Huske                           | Verenigde Staten    | 3.37,43 | 3 augustus 2024  | Parijs    |
| 8.  | Kathleen Dawson, Adam Peaty, James Guy, Anna Hopkin                         | Verenigd Koninkrijk | 3.37,58 | 31 juli 2021     | Tokio     |
| 7.  | Xu Jiayu, Yan Zibei, Zhang Yufei, Yang Junxuan                              | China               | 3.38,41 | 1 oktober 2020   | Qingdao   |
| 6.  | Matt Grevers, Lilly King, Caeleb Dressel, Simone Manuel                     | Verenigde Staten    | 3.38,56 | 26 juli 2017     | Boedapest |
| 5.  | Ryan Murphy, Kevin Cordes, Kelsi Worrell, Mallory Comerford                 | Verenigde Staten    | 3.40,28 | 26 juli 2017     | Boedapest |
| 4.  | Chris Walker-Hebborn, Adam Peaty, Siobhan-Marie O'Connor, Francesca Halsall | Verenigd Koninkrijk | 3.41,71 | 5 augustus 2015  | Kazan     |
| 3.  | Ryan Murphy, Kevin Cordes, Kendyl Stewart, Lia Neal                         | Verenigde Staten    | 3.42,33 | 5 augustus 2015  | Kazan     |
| 2.  | Chris Walker-Hebborn, Adam Peaty, Jemma Lowe, Francesca Halsall             | Verenigd Koninkrijk | 3.44,02 | 19 augustus 2014 | Berlijn   |
| 1.  | Andrei Shabasov, Veronika Popova, Andrei Nikolaev, Daria Ustinova           | Rusland             | 3.48,74 | 16 mei 2014      | Moskou    |

Nationale records: Amerikaanse records · Australische records · Belgische records · Nederlandse records 
 Internationale records: Olympische records · Wereldrecords · Europese records